# 杨迪
杨迪（1986年4月26日—），中国主持人、男演员，出生于四川省阿坝藏族羌族自治州汶川县，毕业于四川师范大学电影电视学院编导专业。
善于恶搞，以在《中国达人秀》初选赛上的一分钟表演而家喻户晓，因其表演独特，附和背景音乐急速变化的夸张表情，而被网友叫做“表情帝”。
2005年，与周翔宇两人以“羌族双煞”为名恶搞“白蛇传”和“爱情大魔咒”受到网友关注。
2010年，参加东方卫视《中国达人秀》。
2011年1月4日，加入东方卫视《谁是大人物》主持群，同年加入浙江卫视担任《爽食行天下》嘉宾主持。
2013年2月10日，出演由周星馳执导的古装奇幻喜剧电影《西游·降魔篇》，扮演三煞喷血哥。
2014年，加入深圳卫视，担任《年代秀》嘉宾主持。
2015年，担任湖北卫视《非正式会谈》主持人，同年参演电影《万物生长》饰演黄芪一角。
2016年，成为东方卫视《娜就这么说》助演员团成员。
2017年7月，出演的动作电影《悟空传》上映。
2019年10月18日，加盟的综艺节目《穿越吧》在哔哩哔哩平台上线。
2020年6月6日，參與浙江衛視綜藝節目《青春環遊記第二季》作為主持人。
2021年11月25日，参与芒果TV《名侦探学院第五季》担任常驻嘉宾。
2023年1月21日，发布个人单曲《跨》

## 早年經歷
杨迪高中毕业后便考入四川师范大学电影电视学院，在偶然看到“后舍男生”的视频恶搞作品后便有了做恶搞视频的想法，约了自己的好友周翔宇（羌族大煞）于2005年夏天窝在屋里搞起了创作。
因二人都是羌族，也都喜欢“煞”这个词，于是他们的组合定名为“羌族双煞”。第一次推出的恶搞视频《白蛇传》便迅速在网络上走红，随后制作的《爱情大魔咒》、《双煞带你游羌寨》也成为火爆视频。
後來因为大煞的退出，双煞就此解散。2009年羌族小煞又以创意十足的恶搞视频正式复出，并开始频繁参加各大电视台的娱乐节目，参加了各种各样的选秀活动。并在“一笑赢千金”选秀节目中荣获第一名。

## 演藝經歷
2009年4月，开始频繁出现于电视台，成为节目的常客。5月12日，担任河南卫视《民星在行动》节目嘉宾主持。
2010年杨迪参加东方卫视《中国达人秀》，因夸张丰富的面部表情而获得关注，并进入全国24强。
2011年1月4日，加入东方卫视《谁是大人物》主持群。3月，担任《中国达人秀》特别节目《达人来了》的主持人。7月，与伊一、左岩等合作主持浙江卫视《奇妙见面会》节目。
2012年1月26日，与林志颖、姚笛合作出演爱情科幻喜剧《变身男女》。2月14日，出演幽默网络短剧《嘻哈四重奏第四季》，饰演一条人鱼。
2013年2月10日，与文章、舒淇等联袂主演古装奇幻喜剧电影《西游·降魔篇》，扮演三煞喷血哥。11月6日，与李梦、黄一飞合作出演喜剧《大话仙游》。
2014年2月14日，在陈思成导演的爱情电影《北京爱情故事》客串一位酒吧丑男。7月25日，与张语格、袁成杰合作出演青春偶像剧《球爱酒吧》，饰演充满心计的酒吧老板朴教授。
2015年4月17日，与苑琼丹、张峻宁合作出演惊悚喜剧《陌路惊笑》；同日，与范冰冰、韩庚联合出演爱情喜剧《万物生长》。同年，与何炅、钟欣桐、蔡卓妍合作出演古装喜剧《蹴鞠》。
2016年3月9日，加盟谢娜主持的节目《娜就这么说》助演团。
2017年1月28日，与卢正雨、郭采洁等合作出演的喜剧电影《绝世高手》上映。7月13日，与彭于晏、倪妮等联袂主演的电影《悟空传》上映。
2018年1月14日，参加安徽卫视中外华人文化纪实综艺《远游48小时》。
2019年2月19日，杨迪参加央视元宵晚会，并与谢娜、王迅等表演喜剧小品《快说，你愿意》。10月18日，杨迪加盟的综艺节目《穿越吧》在哔哩哔哩平台上线。
2020年1月24日，在2020年中央广播电视总台春节联欢晚会上与肖战、谢娜等表演小品《喜欢你喜欢我》。3月，参与浙江卫视综艺节目《王牌对王牌第五季》，与金靖成为喜剧搭档。6月6日，参与浙江卫视综艺节目《青春环游记第二季》作为主持人。7月15日，主演的《重启之极海听雷》播出。

## 影視作品

### 电视剧
| 播出年份 | 剧名                     | 角色       | 備註         |
| -------- | ------------------------ | ---------- | ------------ |
| 2012年   | 《嘻哈四重奏第四季》     | 人鱼七公主 | 網絡劇       |
| 2014年   | 《球爱酒吧》             | 朴教授     | 網絡劇       |
| 2016年   | 《西涯侠》               | 新闻播报   | 網絡劇       |
| 2018年   | 《万能图书馆》           | 济公       | 網絡劇       |
| 2018年   | 《爱情代替套路》         | 孟婆/月老  | 網絡劇       |
| 2020年   | 《重启之极海听雷第二季》 | 红顶水仙   | 網絡劇       |
| 2021年   | 《完美的他》             | 工具人DD   | 客串，網絡劇 |
| 待播     | 《明星兄弟》             | 经纪人马可 |              |

### 电影
| 首映年份 | 剧名                     | 角色       | 備註       |
| -------- | ------------------------ | ---------- | ---------- |
| 2012年   | 《自古英雄出少年之岳飞》 | 店小二     |            |
| 2012年   | 《变身男女》             | 馒头男     |            |
| 2013年   | 《西游·降魔篇》          | 三煞喷血哥 |            |
| 2013年   | 《大话仙游》             | 大力       |            |
| 2014年   | 《北京爱情故事》         | 酒吧丑男   |            |
| 2015年   | 《陌路惊笑》             | 斜眼店员   |            |
| 2015年   | 《万物生长》             | 黄芪       |            |
| 2016年   | 《女汉子真爱公式》       | 卖艺男     |            |
| 2017年   | 《绝世高手》             | 永俊       |            |
| 2017年   | 《合约男女》             | 屌丝男     |            |
| 2017年   | 《仙球大戰》             | 山贼鲁子   |            |
| 2017年   | 《悟空传》               | 巨灵       |            |
| 2017年   | 《毕业旅行笑翻天》       | 瘦黑衣人   |            |
| 2018年   | 《超时空同居 》          | 酒吧服务员 |            |
| 2020年   | 《怪物先生》             | 阿浪       |            |
| 2021年   | 《阳光劫匪》             | 安子       |            |
| 待上映   | 《白日与山尽》           |            | 2017年拍攝 |

### 綜藝節目
| 播出年份         | 播出日期            | 播放平台              | 節目名稱              | 備註                      |
| 2015年           | 5月22日-10月2日     | 湖北卫视              | 《非正式会谈第1季》   | 秘书长                    |
| 2015年           | 12月11日-11月11日   | 湖北卫视              | 《非正式会谈第2季》   | 副会长                    |
| 2016年           | 12月11日-11月11日   | 湖北卫视              | 《非正式会谈第2季》   | 副会长                    |
| 12月9日-10月27日 | 《非正式会谈第3季》 | 湖北卫视              |                       | 副会长                    |
| 12月9日-10月27日 | 《非正式会谈第3季》 | 湖北卫视              | 2017年                | 副会长                    |
| 5月24日－8月9日  | 优酷网综            | 《脑大洞开》          | 常駐嘉賓              |                           |
| 7月1日－8月26日  | 优酷网综            | 《火星情报局》第三季  | 常駐嘉賓              |                           |
| 12月8日-5月4日   | 湖北卫视            | 《非正式会谈第3.5季》 | 副会长                |                           |
| 12月8日-5月4日   | 湖北卫视            | 《非正式会谈第3.5季》 | 副会长                | 2018年                    |
| 6月29日-9月14日  | 湖北卫视            | 《非正式会谈第4季》   | 副会长                |                           |
| 2019年           | 湖北卫视            | 5月17日-8月2日        | 副会长                | 《非正式会谈第5季》       |
| 2020年           | 湖北卫视            | 1月17日-5月22日       | 副会长                | 《非正式会谈第6季》       |
| 2020年           | 6月6日-8月22日      | 浙江衛視              | 《青春環遊記2         | 春游家族成員              |
| 2021年           | 5月17日-8月2日      | 湖北卫视              | 《非正式会谈第6.5季》 | 副会长                    |
| 2021年           | 5月28日-8月13日     | 爱奇艺                | 《萌探探探案》        | 固定                      |
| 2021年           | 10月29日-1月21日    | 湖南卫视              | 《云上的小店》        | 暂时缺席第3期、第7-10期   |
| 2021年           | 11月6日-1月22日     | 浙江卫视              | 《青春環遊記3》       | 春游家族成员              |
| 2021年           | 11月24日-2月18日    | 湖南卫视              | 《名侦探学院》        | 寻宝员之一（获得8个宝藏） |
| 2022年           | 4月15日-8月26日     | 湖北卫视              | 《非正式会谈第7季》   | 副会长                    |
| 2022年           | 4月28日-6月30日     | 爱奇艺、江苏卫视      | 《一起露营吧》        | 固定                      |
| 2022年           | 5月27日-8月12日     | 爱奇艺                | 《萌探探探案2》       | 固定                      |
| 2023年           | 4月19日-6月24日     | 爱奇艺、江苏卫视      | 《一起露营吧2》       | 固定                      |
| 2023年           | 6月13日             | 腾讯视频              | 《朋友请吃饭》        | 常驻嘉宾                  |
| 2023年           | 11月11日-12月28日   | 湖北卫视              | 《非正式会谈第8季》   | 副会长                    |
| 2023年           | 10月20日-1月19日    | 浙江衛視              | 《王牌對王牌第八季》  | 常驻嘉宾                  |
| 2024年           | 10月20日-1月19日    | 浙江衛視              | 《王牌對王牌第八季》  | 常驻嘉宾                  |
| 2月9日           | 小紅書              | 《大家的春晚》        | 特邀主持人            |                           |
| 4月12日-6月14日  | 优酷网综            | 《这是我的岛》        | 常驻嘉宾              |                           |